# Модесто (Іллінойс)
Модесто (англ. Modesto) — селище (англ. village) в США, в окрузі Макупін штату Іллінойс. Населення — 182 особи (2020).

## Географія
Модесто розташоване за координатами 39°28′44″ пн. ш. 89°58′49″ зх. д. / 39.47889° пн. ш. 89.98028° зх. д. (39.478863, -89.980332).  За даними Бюро перепису населення США в 2010 році селище мало площу 1,45 км², уся площа — суходіл.

## Демографія
Згідно з переписом 2010 року, у селищі мешкало 189 осіб у 81 домогосподарстві у складі 52 родин. Густота населення становила 130 осіб/км².  Було 93 помешкання (64/км²).
Расовий склад населення:
| - 97,4 % — білих - 0,5 % — корінних американців - 0,5 % — чорних або афроамериканців |

До двох чи більше рас належало 1,6 %. Частка іспаномовних становила 1,1 % від усіх жителів.
За віковим діапазоном населення розподілялося таким чином: 23,3 % — особи молодші 18 років, 56,1 % — особи у віці 18—64 років, 20,6 % — особи у віці 65 років та старші. Медіана віку мешканця становила 44,8 року. На 100 осіб жіночої статі у селищі припадало 110,0 чоловіків;  на 100 жінок у віці від 18 років та старших — 113,2 чоловіків також старших 18 років.
Середній дохід на одне домашнє господарство  становив 46 763 долари США (медіана — 47 083), а середній дохід на одну сім'ю — 52 461 долар (медіана — 51 250). За межею бідності перебувало 21,3 % осіб, у тому числі 5,4 % дітей у віці до 18 років та 25,7 % осіб у віці 65 років та старших.
Цивільне працевлаштоване населення становило 66 осіб. Основні галузі зайнятості: освіта, охорона здоров'я та соціальна допомога — 16,7 %, фінанси, страхування та нерухомість — 13,6 %, публічна адміністрація — 10,6 %, будівництво — 9,1 %.